# Ramon Villena
Ramon B. Villena (Reina Mercedes, 16 maart 1939) is een Filipijns rooms-katholieke geestelijke. Sinds 1987 is hij als opvolger van de vlaming Albert van Overbeke bisschop van het Filipijnse bisdom Bayombong.
Villena werd op 30 maart 1963 gewijd tot priester door bisschop Teodulfo Domingo tijdens een ceremonie in de St. Peter's Cathedral in Tueguegarao City. De eerste twaalf jaar was hij werkzaam binnen het aartsbisdom van Tuguegarao. Hij was onder ander oprichter van het San jacinto-seminarie. In 1975 werd hij naar Rome gestuurd om te studeren aan de Pauselijke Universiteit Gregoriana. In februari 1980 studeerde hij summa cum laude af als doctor in het Canoniek recht. In 1982 werd hij benoemd tot hulpbisschop van Tagum en titulair bisschop van Tucci. In 1985 volgde een benoeming tot bisschop-coadjutor van het Bisdom Bayombong. Toen bisschop Albert van Overbeke in 1986 ontslag nam werd hij opgevolgd door Villena.